# Marian Lewandowski
Marian Lewandowski (ur. 9 stycznia 1936 w Buku, zm. 18 stycznia 2019 w Poznaniu) – polski duchowny rzymskokatolicki, ksiądz prałat, muzealnik, historyk sztuki i wykładowca akademicki.

## Życiorys
W 1960 przyjął święcenia kapłańskie z rąk abp. Antoniego Baraniaka. Następnie studiował historię sztuki na Uniwersytecie im. Adama Mickiewicza w Poznaniu oraz konserwatorstwo na Wydziale Sztuk Pięknych Uniwersytetu im. Mikołaja Kopernika w Toruniu. Od 1967 związany był z Muzeum Archidiecezjalnym w Poznaniu początkowo jako kustosz, a następnie w latach 1987–2012 jako jego dyrektor. W okresie swojego urzędowania doprowadził między innymi do wyremontowania w latach 2006–2007 dzięki pomocy funduszy europejskich budynku Akademii Lubrańskiego, będącego siedzibą Muzeum. Jako wykładowca akademicki związany Wydziałem Teologicznym Uniwersytetu im. Adama Mickiewicza w Poznaniu gdzie wykładał historię sztuki i ochronę zabytków. Był również sekretarzem i kapelanem bp. Tadeusza Ettera, a także duszpasterzem środowisk twórczych i kanonikiem generalnym Kapituły Katedralnej. Ks. Marian Lewandowski przez 46 lat był również członkiem archidiecezjalnej Komisji Budowlanej i Konserwatorskiej, a także konsultorem Komisji ds. Sztuki Sakralnej Konferencji Episkopatu Polski.
Za zasługi na rzecz Archidiecezji poznańskiej został wyróżniony Medalem Optime Merito Archdioeccesis Posnaniensis oraz nagrodą Zarządu Głównego Stowarzyszenia Konserwatorów Zabytków im. ks. Janusza Pasierba „Ecclesiae”. W 2012 otrzymał tytuł „Zasłużony dla Miasta Poznania”, zaś w grudniu 2018 otrzymał od Towarzystwa im. Hipolita Cegielskiego – Statuetkę Honorowego Hipolita oraz godność „Lidera pracy organicznej”.